# Lithogenes
Lithogeneinae
Sous-famille
Genre
Lithogenes est un genre de poissons d'eau douce de la famille des Loricariidae (ordre des Siluriformes). C'est le seul genre de la sous-famille des Lithogeneinae qui regroupe des espèces très éloignées des autres loricariidés.

## Apparence et anatomie
Comme les autres membres de la famille des Loricariidae, les Lithogenes ont une bouche en ventouse. Toutefois, contrairement à la plupart des loricariidés, Lithogenes possède des plaques osseuse uniquement sur la seconde moitié du corps. Leurs yeux sont petits et leur corps aplati,.

## Distribution et habitat
Lithogenes villosus se rencontre dans le fleuve Essequibo du bouclier guyanais. Une espèce de Lithogenes est aussi connue dans le bassin de l'Orénoque. L. valencia n'a été décrite qu'à partir de six spécimens collectés dans les années 1970 dans des affluents du lac Valencia, dans le Nord du Venezuela, cependant, ce domaine a été pollué et il est possible de cette espèce soit maintenant éteinte . 
L. villosus vit dans le lit de la rivière et dans les rapides, et il est probable que L. valencia également,.

## Liste des espèces
Selon World Register of Marine Species (12 février 2024) :
- Lithogenes valencia Provenzano (d), Schaefer (d), Baskin (d) & Royero (d), 2003
- Lithogenes villosus Eigenmann, 1909
- Lithogenes wahari Schaefer & Provenzano, 2008

## Classification
La sous-famille des Lithogeneinae a été créée en 1947 par William Alonzo Gosline (d).
Le genre Lithogenes a été créé en 1909 par Carl H. Eigenmann lorsqu'il a décrit l'espèce Lithogenes villosus,.
Lithogenes valencia a été décrite en 2003 par Francisco Provenzano R. (d) et al., à partir de seulement six spécimens.

## Publication originale
- (en) Carl H. Eigenmann, « Reports on the expedition to British Guiana of the Indiana University and the Carnegie Museum, 1908. Report No. 1. Some new genera and species of fishes from British Guiana », Annals of the Carnegie Museum of Natural History, Pittsburgh, Inconnu, vol. 6, no 1,‎ 1909, p. 4-54 (ISSN 0097-4463 et 1943-6300, OCLC 1261514, DOI 10.5962/P.331035, lire en ligne).